# Kızılcaelma, Bozkurt
Kızılcaelma là một xã thuộc huyện Bozkurt, tỉnh Kastamonu, Thổ Nhĩ Kỳ. Dân số thời điểm năm 2008 là 147 người.